# Kleingebiet Sárospatak
Das Kleingebiet Sárospatak [ˈʃaːroʃpɒtɒk] (ungarisch Sárospataki kistérség) war bis Ende 2012 eine ungarische Verwaltungseinheit (LAU 1)
innerhalb des Komitats Borsod-Abaúj-Zemplén. Im Zuge der Verwaltungsreform von 2013 wurden alle 16 Ortschaften des Kleingebietes in den Kreis Sárospatak (ungarisch Sárospataki járás) übernommen. Neben dem Kleingebiet Tokaj war das Kleingebiet Sárospatak das einzige im Komitat, dessen Grenzen unverändert blieben.
Ende 2012 lebten auf einer Fläche von 477,67 km² 25.057 Einwohner. Der Verwaltungssitz befand sich in der einzigen Stadt Sárospatak (12.827 Ew.)

## Ortschaften
| Bodrogolaszi | Erdőhorváti | Györgytarló  | Háromhuta   | Hercegkút   |
| Kenézlő      | Komlóska    | Makkoshotyka | Olaszliszka | Sárazsadány |
| Sárospatak   | Tolcsva     | Vajdácska    | Vámosújfalu | Viss        |
| Zalkod       |             |              |             |             |